# Демократична Україна
«Демократична Україна» (с укр. — «Демократическая Украина») — украинская общественно-политическая газета. До 1991 года носила название «Радянська Україна» («Советская Украина»).

## История

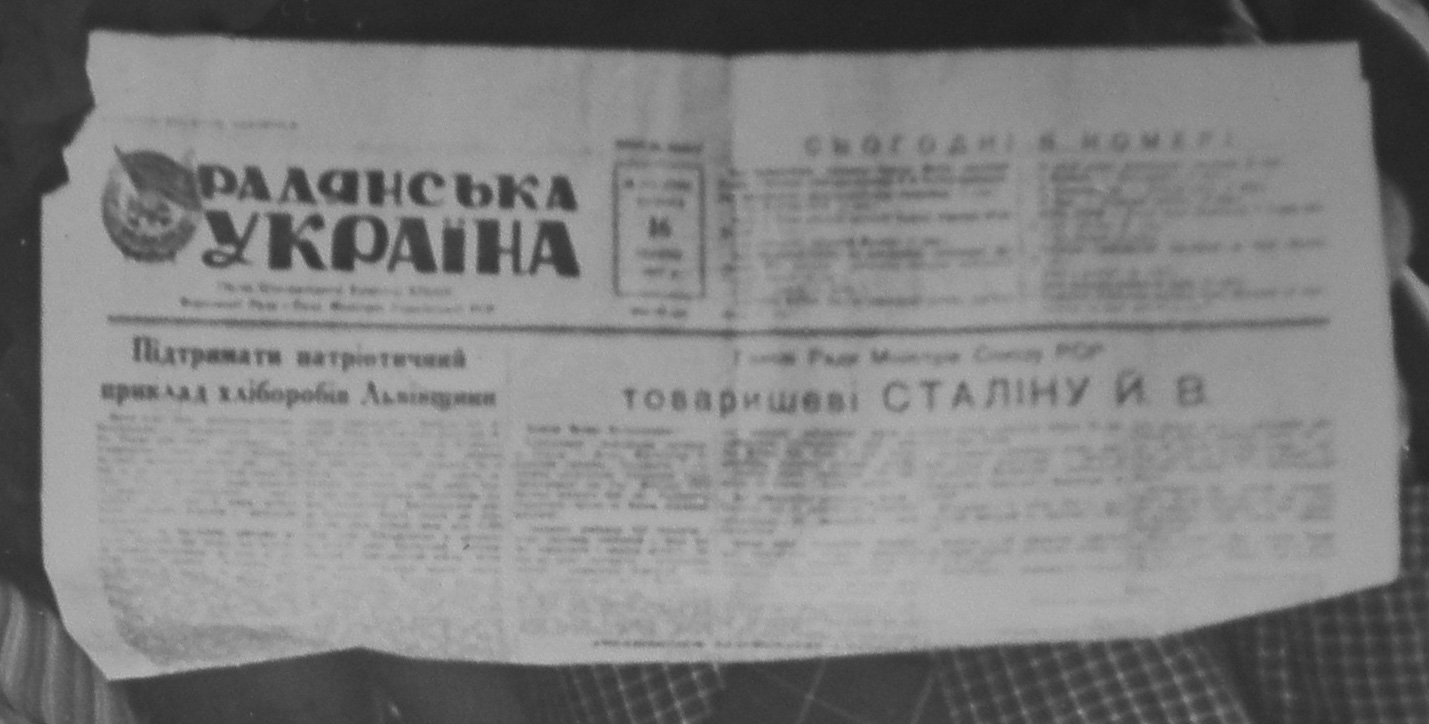
Газета «Радянська Україна», конец 1940-х годов

### Советское время
Газета была основана в июне 1918 года под названием «Коммунист» на (русском языке), как орган ЦК КП(б)У и харьковского губкома, украинизирована 16 июня 1926 года под названием «Комуніст», в 1934 году в связи с перенесением столицы УССР перенесена в Киев. После ликвидации дневника «Вести ВУЦИК», «Коммунист» стал с 15 мая 1941 также органом Верховного Совета УССР. Во время Великой Отечественной войны выходила в Воронеже, Ворошиловграде, Саратове, Москве, Харькове, с 1944 года и в Киеве. С 1 февраля 1943 года выходила под названием «Советская Украина».
Наибольшее значение и расцвета газета достигла после украинизации, когда вместе с «Известиями ВУЦИК», «Коммунист» был ведущей политической газетой УССР. В газете печатались, кроме собственных журналистов, статьи политических деятелей УССР, а также ведущих коммунистов других республик и зарубежья. В 1930—1932 годах «Коммунист» выходил ежедневно (по 359—360 ч. в год, достигнув 450 000 экземпляров тиража в 1932 году). В годы сталинских репрессий многие редакторы и сотрудники «Коммуниста» были репрессированы.
С января 1938 года в Киеве начала выходить параллельная республиканская газета на русском языке «Советская Украина» (теперь «Правда Украины»), тиражом 345 000 экземпляров, причём тираж «Коммуниста» составлял около 360 000 экземпляров. После войны тираж «Советской Украины» остался стабильным (до 500 000 экземпляров); одновременно две центральные политические газеты в Москве — «Правда» и «Известия» достигли тиражей до 8—10 млн каждая, а количество экземпляров, распространяемых в УССР, значительно превышал весь тираж «Советской Украины». Так, в 1970 году тираж газеты «Правда» передан на Украину фототелеграфом или печатном из матриц в Киеве 750 000 экземпляров в день, в Харькове — 270 000, в Донецке — 250 000, в Днепропетровске — 210 000, во Львове — 160 000 экземпляров. «Известия» печатались в Киеве (1 100 000 экземпляров), Харькове (300 000) и нескольких областных центрах. Кроме того, эти две газеты ранее доходили в руки читателя УССР быстрее, чем «Советская Украина», которая часто поступала в продажу с опозданием.
В 1970 году в редакции «Советской Украины» работало 95 журналистов, в том числе 60 творческих сотрудников, из них 35 работали в редакции, а 25 были корреспондентами. Иностранных корреспондентов «Советская Украина» не имела.

### После 1991
После 24 августа 1991 года газета «Радянська Україна» была переименована в «Демократична Україна».

### Ответственные редакторы газеты
- Чеканюк Андрей Терентьевич (1938—1943)
- Паламарчук Лука Фомич (1943—1952)
- Прикордонный Дмитрий Максимович (1952—1955)
- Сидоренко Александр Петрович (1956—1958)
- Педанюк Иван Маркович (1958—1963)
- Заруба Юрий Владимирович (1963—1965)
- Рябокляч Андрей Карпович (1965—1975)
- Серобаба Владимир Яковлевич (1975—1988)
- Стадниченко Владимир Яковлевич (1988—1993)

### Известные корреспонденты
- Галан Ярослав Александрович (1942—1948). Был специальным корреспондентом газеты на Нюрнбергском процессе в 1945—1946 годах.[1]

### Дополнительные факты
С 1971 года по 9 февраля 2007 года Проспект Георгия Гонгадзе в Киеве назывался Проспектом «Советской Украины» (укр. Проспект «Радянської України»).